# 疊盤角石
疊盤角石（學名：Discosorus）是一屬已滅絕的鸚鵡螺類。為疊盤角石科的模式屬。生存在志留紀的海洋中。其化石分布於北美東部。其外殼和盤角石相像，但盤角石的外殼盤捲得更為緊密。

## 物種[1]
- Discosorus halli Foerste, 1924
- Discosorus infelix Billings, 1866